# Apol·loni Empíric
Apol·loni Empíric (en grec Άπολλώνιος Ἐμπειρικός) va ser un metge d'Antioquia, fill d'Apol·loni d'Antioquia, membre de la secta dels empírics. Probablement va viure al segle ii aC. És mencionat per Galè.